# 29189 Удінськ
29189 Удінськ (29189 Udinsk) — астероїд головного поясу, відкритий 16 жовтня 1990 року.
Тіссеранів параметр щодо Юпітера — 3,153.
Названо на честь Улан-Уде (рос. Улан-Удэ, бурят. Улаан-Үдэ, до 1934 року - Верхньоудінськ) - міста в Російській Федерації, столиці республіки Бурятія.